# Syntormon aulicum
Syntormon aulicum är en tvåvingeart som först beskrevs av Johann Wilhelm Meigen 1824.  Syntormon aulicum ingår i släktet Syntormon, och familjen styltflugor. Arten är reproducerande i Sverige.